# 15567 Giacomelli
A 15567 Giacomelli (ideiglenes jelöléssel 2000 GF53) a Naprendszer kisbolygóövében található aszteroida. A LINEAR projekt keretében fedezték fel 2000. április 5-én.